# 亀山村 (愛媛県)
亀山村（かめやまむら）は1954年（昭和29年）まで愛媛県越智郡にあった村である。1954年（昭和29年）に大山村の一部、津倉村、亀山村、渦浦村の4箇村の合併で吉海町となり、地方自治体としてはその歴史を閉じた。後に吉海町は平成の市町村合併で今治市と越智郡11箇町村の合併で今治市となり、現在に至っている。

## 地理
現在の今治市の島しょ部にある大島の南部。来島海峡をはさんで今治港や今治市街地（旧・今治市域）に対する。
村名の由来
亀老山の山腹にある大亀八幡神社の社地である「亀山」にちなむ。
山
亀老山
島
当村の沖合い、来島海峡に浮かぶ津島（有人島）、大突間島、武志島、小武志島、毛無島、中渡島（以上、無人島）はいずれも、当村から分立後は渦浦村に属していた。

## 社会

### 地域・集落
合併前の旧6箇村の名をそのまま大字として継承した。合併し吉海町になっても継承された。津島、椋名は後に分立し渦浦村となる。
臥間（ふすま）、南浦（みなみうら）、名（みょう）、正味（しょうみ）
津島（つしま）、椋名（むくな）
なお、現在、今治市になってからの地名表記は「吉海町」に旧の大字を続ける。大字は省く。（例）今治市吉海町臥間

### 行政
歴代村長
庁舎
役場は大字名（みょう）においた。

## 歴史
下記以外の歴史については大島および吉海町の記事を参照のこと。
藩政期には今治藩領。

### 村の沿革
- 1889年（明治22年） 12月15日 - 町村制施行により、臥間、南浦、名、正味、津島、椋名の6箇村が合併して、越智郡亀山村発足。役場を大字名（みょう）におく。
- 1899年（明治32年） 5月7日 - 大字津島及び大字椋名の一部が渦浦村として分立。
- 1954年（昭和29年）3月31日 - 大山村の一部、津倉村、亀山村、渦浦村の4箇村の合併で吉海町となり、亀山村は自治体としての歴史を閉じる。

```
亀山村の系譜
（町村制実施以前の村）　（明治期）　　　　　　　　　（昭和の合併）　（平成の合併）
　　　　　　　　　　　　町村制施行時
本庄　━━━━┓
八幡　━━━━┫
幸新田━━━━╋━━━津倉村━━━━━━━━━━━┓
仁江　━━━━┛　　　　　　　　　　　　　　　　　┃昭和29年3月31日
臥間　━━━━┓　　　　　　　　　　　　　　　　　┃合併・町制施行
南浦　━━━━┫　　　　　　　　　　　　　　　　　┣━吉海町━━┳━━━┓
名　　━━━━╋━━━亀山村━┳━━━━━━━━━┫　　　　　　┃　　　┃
正味　━━━━┫　　　　　　　┃あ　　　　　　　　┃　　　　　　う　　　┃
椋名　━━━━┫　　　　　　　┗渦浦村━━━━━━┫　　　　　　　　　　┃
津島　━━━━┛　　　　　　　　　　　　　　　　　┃　　　　　　　　　　┃
福田　━━━━┓　　　　　　　　　　　　　　　　　┃　　　　　　　　　　┃
泊　　━━━━┫　　　　　　　　　　　　　　　　　┃　　　　　　　　　　┃
田浦　━━━━┫　　　　　　　　　　　　　　　　　┃　　　　　　　　　　┃
早川　━━━━╋━━━大山村━━━━━━━━━━━┫　　　　　　　　　　┃
余所国━━━━┛　　　　　　　　　　　　　　　　い┃　　　　　　　　　　┃
宮浦　━━━━┓　　　　　　　　　　　　　　　　　┃　　　　　　　　　　┃
　　　　　　　┣━━━宮窪村━━━━━宮窪町━━━┻━━━━━━━━━━┫
友浦　━━━━┛　　　　　　　　　　　　　　　　　　　　　　　　　　　　┃
　　　　　　　　　　　　　　　　　　　　　　　　　　　　　　　　　　　　┃
　　　　　　　　　　　　　　　　　　　　　　　　　　　　　　　　　　　　┃平成17年1月16日
　　　　　　　　　　　　　　　　　　　　　　　　　　　　　　　　　　　　┃新設合併、新・今治市発足
　　　　　　　　　　　　　　　　　　　　　　　　　　　　　今治市━━━━╋━━今治市
　　　　　　　　　　　　　　　　　　　　　　　　　　　　　朝倉村━━━━┫
　　　　　　　　　　　　　　　　　　　　　　　　　　　　　玉川町━━━━┫
　　　　　　　　　　　　　　　　　　　　　　　　　　　　　波方町━━━━┫
　　　　　　　　　　　　　　　　　　　　　　　　　　　　　大西町━━━━┫
　　　　　　　　　　　　　　　　　　　　　　　　　　　　　菊間町━━━━┫
　　　　　　　　　　　　　　　　　　　　　　　　　　　　　伯方町━━━━┫
　　　　　　　　　　　　　　　　　　　　　　　　　　　　　上浦町━━━━┫
　　　　　　　　　　　　　　　　　　　　　　　　　　　　　大三島町━━━┫
　　　　　　　　　　　　　　　　　　　　　　　　　　　　　関前村━━━━┛
あ – 明治32年　分立
い – 昭和29年3月31日 大山村のうち早川・余所国の区域を宮窪町へ境界変更
う – 昭和30年8月1日 大字椋名のうち馬島が今治市へ編入

（注記）今治市以下の合併以前の系譜はそれぞれの市町村の記事を参照のこと。

```

## 産業
農業
米、麦、甘藷などを産するが、零細な農業が主体であった。
漁業
来島海峡に面し一本釣り漁が盛ん。
商工業
特筆すべきものなし。

## 交通
鉄道は通っていない。
港
- 下田水港 - 古くから水軍の舟隠し場などがあり、以降も小規模な漁港として利用されていた。本港が大島の玄関口としての地位を固めるのは、合併して吉海町になって後の1963年（昭和38年）に今治港との間にカーフェリーが就航してから後のことであり、それまでは大島では島々を回る汽船が就航していた幸港（さいわい-、島の西側）や友浦港（島の東側）の方が重要であった。
- 南浦港

## 名所
- 来島海峡
- 亀老山
- 火内鼻
- 地蔵鼻